# Montgomery Scott
Montgomery "Scotty" Scott és un personatge fictici de la franquícia de ciència-ficció Star Trek. Interpretat per primera vegada per James Doohan a la sèrie original Star Trek, Scotty també apareix a la sèrie animada Star Trek, a 7 pel·lícules de Star Trek, a l'episodi "Relíquies' de Star Trek: La nova generació, i en nombrosos llibres, còmics i videojocs.
Simon Pegg ha assumit el personatge i ha aparegut a la reinvenció de Star Trek (2009) i les seves seqüeles, Star Trek Into Darkness (2013) i Star Trek Beyond (2016). El 2023, una versió jove d'en Scotty va aparèixer a l'episodi final de la segona temporada de Star Trek: Strange New Worlds, interpretada per Martin Quinn. Més tard, el 2023, una versió animada de Scotty va ser interpretada per Carlos Alazraqui en un episodi de Very Short Treks episode.

## Desenvolupament i representacions
Doohan va ser escollit com a enginyer de l'"Enterprise" per al segon pilot de "Star Trek", "On no ha anat mai cao home" (1966) per recomanació del director d'aquell episodi, James Goldstone, que ja havia treballat amb ell abans. El personatge gairebé no va arribar a la sèrie després que el creador Gene Roddenberry enviés una carta a Doohan informant-lo: "No creiem que necessitem un enginyer a la sèrie". Només gràcies a la intervenció de l'agent de Doohan el personatge va romandre.
Doohan va provar una varietat d'accents per al paper i va decidir utilitzar un accent escocès basant-se en la idea que els escocesos són els millors enginyers. El mateix Doohan va triar el nom de Scotty, Montgomery (el segon nom de Doohan), en honor del seu avi matern, James Montgomery. En un memoràndum de producció de la tercera temporada, Roddenberry va dir que Doohan "és capaç de gestionar qualsevol cosa que li llancem" i que l'"escocès sever" funciona millor quan protegeix els motors de la nau.

### Representació de Doohan
Scotty (el tinent comandant fictici Montgomery Scott) va passar part de la seva vida a Aberdeen, però va néixer a Linlithgow (Escòcia) el 2222. Porta el tartan del Clan Scott com a part del seu uniforme de gala. Doohan va afirmar haver basat l'accent de Scotty en un accent d'Aberdeen que va sentir una vegada. Durant els esdeveniments de Star Trek, Scotty té el rang de tinent comandant i serveix com a segon oficial i enginyer en cap de "tauler de miracles" de l' Enterprise, comandant la nau i registrant el seu registre quan el capità James T. Kirk (William Shatner) i el primer oficial Spock (Leonard Nimoy) no són a bord. Els coneixements tècnics i l'habilitat de Scotty li permeten idear solucions d'última hora poc convencionals i efectives per a problemes greus. La identitat de Scotty està fortament connectada amb la mateixa Enterprise, i el personatge sovint adopta una actitud paternal envers la nau. Sovint és l'enllaç entre els ambiciosos plans tàctics del capità Kirk i el que és tècnicament factible en l'àmbit de les capacitats de la nau estel·lar. Scotty afirma a l'episodi de TNG "Relíquies" que "mai no va voler una altra cosa que enginyer". A més de les seves habilitats d'enginyeria, sovint es mostra que Scotty beu força, però només es mostra borratxo dues vegades, a "Amb qualsevol altre nom" i "Relíquies".
Scotty va supervisar la reforma de l'Enterprise abans dels esdeveniments de Star Trek: La pel·lícula i forma part de la tripulació quan lEnterprise s'enfronta a Khan Noonien Singh (Ricardo Montalbán) a Star Trek 2: La còlera del Khan (1982). Tot i que no s'especifica quan va passar això a l'edició original de la pel·lícula, Peter Preston, que va ser ferit de mort durant l'atac a lEnterprise per l'USS Reliant, i mor amb Scotty al seu costat, era nebot de Scotty. Després que Scotty fos ascendit a capità d'enginyeria de l'USS Excelsior a Star Trek 3: A la recerca de Spock (1984), saboteja la nova nau i ajuda Kirk a robar l' Enterprise per rescatar Spock. Scotty s'uneix a la tripulació de Kirk a bord de l'USS Enterprise-A al final de Star Trek 4: Missió salvar la Terra (1986). A Star Trek: L'última frontera (1989), ajuda Kirk, Spock i el Dr. Leonard McCoy (DeForest Kelley) a escapar de la presó militar i a recuperar l'Enterprise segrestada. Scotty mata el coronel West (René Auberjonois) abans que aquest últim pugui  assassinar el president de la Federació (Kurtwood Smith) a Star Trek VI: The Undiscovered Country (1991). Scotty s'uneix a Kirk i Pavel Chekov (Walter Koenig) al viatge inaugural de l'USS Enterprise-B a Star Trek: Generations (1994), salvant la nau gràcies a la seva experiència tècnica.
Després de servir a bord d'11 naus espacials en una carrera de 52 anys i retirar-se als 72 anys amb el rang de capità, en Scotty estava a bord d'una llançadora de transport de camí a una colònia de jubilats quan es va estavellar contra una esfera de Dyson vers el 2294; va quedar encallat, va configurar el transportador per girar indefinidament i es va "emmagatzemar" a la memòria intermèdia durant 75 anys abans de ser recuperat per la tripulació de l'USS Enterprise-D a "Relíquies". Tot i que ja no pot servir eficaçment com a enginyer i lluita per acostumar-se a la vida del segle XXIV, Scotty ajuda a salvar l' Enterprise-D de quedar atrapada dins l'esfera. Al final, el capità Montgomery Scott, de 147 anys, rep una llançadora Enterprise i se'l deixa explorar l'espai.

### Representació de Pegg

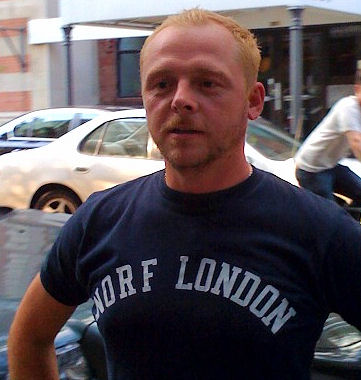
Simon Pegg (a la foto del 2008) va interpretar Scotty des del 2009 fins al 2016

El setembre del 2007, Paul McGillion va fer una audició per al paper de Scotty al reinici de Star Trek del 2009 i va rebre el suport del fill de James Doohan, Chris. Tanmateix, el càsting de Simon Pegg es va anunciar l'11 d'octubre de 2007. La representació de Pegg a la reinvenció de Star Trek del 2009 té Scotty treballant en un lloc avançat aïllat com a càstig per teletransportar l'estimat beagle de l'almirall Jonathan Archer d'un planeta a un altre — i sense tenir ni idea d'on va acabar. Amb l'ajuda de Spock Prime i James Kirk, s'uneix a la tripulació de l'"Enterprise" i es converteix en l'enginyer en cap de la nau. Slate.com va qualificar la interpretació de Scotty per part de Pegg a la reinvenció de "Star Trek" del 2009 de "sucosament còmica". El personatge de Scotty té un paper més ampli a la pel·lícula "Star Trek Beyond" (escrita per Pegg i Doug Jung), en què coneix una dona alienígena anomenada Jaylah, que el condueix a la nau espacial estavellada de la Federació, l'USS "Franklin". Treballant junts, els dos fan que la nau torni a estar en condicions de volar i Scotty ajuda a Jaylah a veure el valor de treballar junt amb una tripulació.

### Primers anys
Un jove Scotty, interpretat per l'actor escocès Martin Quinn, apareix a l'episodi "Hegemony" de Star Trek: Strange New Worlds. En aquest episodi, Scotty té el rang de tinent júnior i és l'únic supervivent d'un atac Gorn a la seva nau, l'USS Stardiver. Després d'escapar del Stardiver destrossat, Scotty va agafar una llançadora i va aconseguir arribar a una colònia de la Federació a Parnassus Beta. Aleshores va ser rescatat per l'Enterprise.

## Disputa sobre el lloc de naixement
Després de la mort de Doohan, diverses ciutats escoceses van fer campanya per ser nomenades el "lloc de naixement oficial" de Scotty. Els guions, materials de producció i la família de Doohan
donen suport a la reclamació del lloc de naixement a Aberdeen. A "El llop dins del tancat" (1967), Scotty diu que és "un vell freqüentador de pubs d'Aberdeen", ja que va créixer i hi va passar part de la seva reprobada joventut. Malgrat aquesta advertència, els líders de la ciutat d'Aberdeen van proposar plans per erigir un monument a l'actor i al personatge.

## En la cultura popular
L'operació del sistema de transport "Enterprise" per part de Scotty va inspirar la frase clau "Beam me up, Scotty", que va guanyar popularitat en la cultura popular més enllà dels fans de "Star Trek" (sobretot per l'ex-Representant dels EUA James Traficant), tot i que la frase exacta no es pronuncia d'aquesta manera a la sèrie original, s'utilitza amb freqüència a la sèrie animada. A Star Trek 4: Missió salvar la Terra, Kirk diu: "Scotty, beam me up." ("Scotty, teleporta'm"). El mateix Doohan va repetir breument el paper en un cameo a la comèdia d'acció Amb l'arma a punt (1993), a més de ser Scotty a la pel·lícula Knight Rider 2000 (1991), mentre que paròdies de Scotty o del seu accent apareixen en mitjans com World of Warcraft (2004), L'esbojarrada història de les galàxies (1987), TaleSpin, Goof Troop, Els Simpsons, Ace Ventura: Pet Detective (1994), Beavis and Butt-Head i All That. Scotty també va aparèixer en un còmic The Far Side, on era a l'infern.
A la cançó "Boat Drinks", el cantautor Jimmy Buffett pregunta: "Em podríeu teletransportar a algun lloc, senyor Scott? A qualsevol lloc, aquí a la Terra o a l'espai, vosaltres trieu el segle i jo trio el lloc". Els artistes de rap D4L tenen una cançó "Scotty" que utilitza el seu personatge i "Star Trek", igual que Relient K a la seva cançó "Beaming".

## Recepció
El 2009, IGN va classificar Scotty com el 16è millor personatge de la franquícia "Star Trek", incloent-hi les sèries derivades produïdes fins aleshores.
El 2016, Screen Rant va classificar Scotty com el 18è millor personatge de Star Trek en general, tal com s'havia presentat a la televisió i el cinema fins aleshores, destacant el personatge com algú que podia treure l'Enterprise dels problemes, amb frases que afegien tensió i humor a la sèrie. El 2016, Scotty va ser classificat com el 19è personatge més important de la Flota Estel·lar dins de l'univers de ciència-ficció Star Trek segons la revista Wired.
El 2018, The Wrap va situar Scotty com a 12è de 39 en un rànquing dels personatges principals de la franquícia Star Trek abans de Star Trek: Discovery. El 2018, CBR va classificar Scotty com el novè millor personatge de la Flota Estel·lar de Star Trek.
El juliol de 2019, Screen Rant va classificar Scotty com el cinquè personatge més intel·ligent de tots els "Star Trek" (incloses les sèries posteriors).